# 拜利德考古遗址公园
拜利德考古遗址公园（英語：Al-Baleed Archaeological Park）是联合国教科文组织世界遗产乳香之地的组成部分，位于阿曼的佐法尔省省会塞拉莱。
公园内的考古遗址是祖法儿古城（羅馬化：Ẓafār/Ẓufār）的主要遗迹。祖法儿是中世纪中东重要的乳香贸易港口，位于塞拉莱的拜利德区（羅馬化：Al Balīd）和鲁巴特区（羅馬化：Ar Rubāṭ）一带；佐法尔省即得名于此古城。
公园内还包含乳香之地博物馆和拜利德湖（阿拉伯語：خور البليد）。

## 附注
1. ↑  某些中文文献将其译作采法尔，[4]但此译名主要指希木叶尔王国的国都采法尔。[5][6]